# إدوارد غرين برادفورد الثاني
إدوارد غرين برادفورد الثاني هو محامي وقاضي وسياسي أمريكي، ولد في 12 مارس 1848 في ويلمنغتون في الولايات المتحدة، وتوفي في 30 مارس 1928. انتخب member of the Delaware House of Representatives ‏.